# Concepción Dancausa
María Concepción Dancausa Treviño (Burgos, 26 de febrero de 1952) es una política y funcionaria española. Ha desempeñado, entre otros, los cargos de presidenta de la Asamblea de Madrid y delegada del Gobierno en la Comunidad de Madrid, y consejera de Familia, Juventud y Política Social de dicha comunidad.

## Biografía

### Primeros años
Hija de Fernando Dancausa de Miguel, abogado y político falangista que fue alcalde de Burgos entre 1965 y 1973, procurador en las Cortes franquistas y uno de los fundadores de la Fundación Nacional Francisco Franco. Su hermana María Dolores Dancausa es consejera delegada de Bankinter desde 2010.
Licenciada en Derecho por la Universidad Complutense de Madrid, accedió por oposición a la condición de funcionaria del Cuerpo del Organismo Autónomo Administración Institucional de Servicios Socioprofesionales. En 1991 fue nombrada subdirectora general de Organizaciones No Gubernamentales y Subvenciones en el Ministerio de Asuntos Sociales y cinco años después, el 17 de mayo de 1996, tras el acceso al Gobierno del Partido Popular, Javier Arenas, a la sazón ministro de Trabajo y Asuntos Sociales, la nombró directora general del Instituto de la Mujer.
Ejerció el cargo hasta el 4 de febrero de 2000, ya que se presentaba como candidata número 10 de la lista por Madrid del PP para las elecciones generales del 12 de marzo de 2000, comicios en los que logró un escaño en el Congreso de los Diputados.
El 5 de mayo de 2000 fue nombrada secretaria general de Asuntos Sociales por el Consejo de Ministros y relevó en el cargo a Amalia Gómez, con quien había trabajado siendo directora del Instituto de la Mujer. Dejó entonces su escaño en función de la práctica puesta en marcha en la vi legislatura por el PP de que altos cargos renunciaran a su puesto en la Cámara Baja.

### Presidenta de la Asamblea de Madrid
El 14 de febrero de 2003 fue reemplazada como secretaria general de Asuntos Sociales tras haber sido designada como número 4 de la lista del PP para las elecciones autonómicas madrileñas, que estaba encabezada por Esperanza Aguirre.
Fue elegida diputada regional de la vi legislatura de la Asamblea de Madrid y en junio fue elegida por el pleno presidenta de la cámara, gracias al caso de transfuguismo, conocido como «Tamayazo». Reelegida en las elecciones de octubre de 2003, repitió como presidenta de la Mesa durante la vii legislatura.
En 2007 dejó de ser presidenta de la Asamblea.

### Política municipal
Incluida en la lista para las elecciones municipales de 2007 en Madrid, se convertiría en concejala de Familia y Asuntos Sociales en el consistorio de la capital de España, liderado por Alberto Ruiz-Gallardón. A partir de diciembre de 2011 pasó a estar al frente de Área de Hacienda en la corporación presidida por Ana Botella, y desde enero de 2013 primera teniente de alcalde.

### Delegada del Gobierno

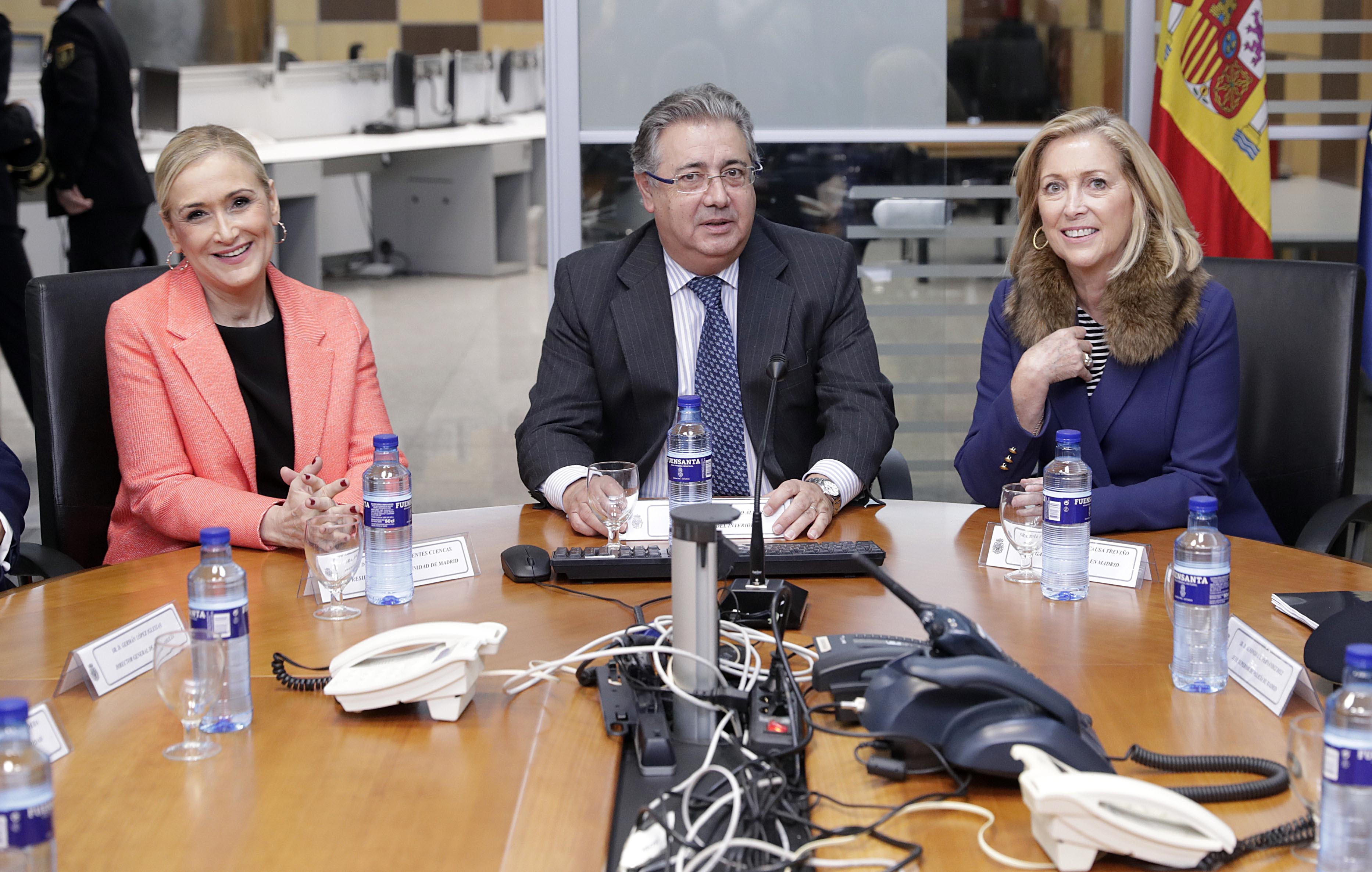
En 2016, junto a Cristina Cifuentes y Juan Ignacio Zoido, durante una visita a la Jefatura Superior de Policía.

Tomó posesión como delegada del Gobierno de la Comunidad de Madrid el 13 de abril de 2015, en un acto celebrado en el Palacio de Borghetto. Sustituyó a Cristina Cifuentes, que había cesado en el cargo para preparar la campaña electoral de las elecciones autonómicas de mayo de 2015.
El 10 de mayo de 2017 fue investigada por un supuesto delito societario relacionado con una operación en Mercamadrid, fruto de una denuncia interpuesta por la Fiscalía Provincial de Madrid, aunque el juzgado archivó la causa un año después al no acreditarse la comisión de delito.
En diciembre de 2018 fue condenada (junto a otros exconcejales del Partido Popular) por el Tribunal de Cuentas al pago de 2,8 millones de euros por la venta irregular en octubre de 2013 de 1.860 promociones de vivienda pública de la Empresa Municipal de la Vivienda y Suelo (EMVS) al fondo Blackstone. El mismo tribunal revocó dicha condena en julio de 2019, al considerar que no hubo "negligencia grave" ni ninguna otra responsabilidad, absolución ratificada un año después por el Tribunal Supremo.

### Gobierno Díaz Ayuso
La presidenta de la Comunidad de Madrid, Isabel Díaz Ayuso, la situó como viceconsejera de Vivienda y Administraciones Locales tras las elecciones autonómicas de 2019. Tras la victoria electoral de Díaz Ayuso en 2021, Dancausa fue elegida para dirigir la Consejería de Familia, Juventud y Política Social de la Comunidad.

## Posiciones políticas
Vinculada al sector más conservador del Partido Popular, se ha declarado públicamente contraria al aborto y a la reserva de puestos a las mujeres en los partidos políticos mediante el sistema de cuotas porcentuales, aduciendo que en democracia es más efectivo educar que obligar o prohibir. Es partidaria de la regulación jurídica de las parejas de hecho de gays y lesbianas, pero no de su definición como matrimonio. Situada «en la órbita del Opus Dei», también se ha opuesto a la adopción por parte de personas homosexuales y a la retirada de nombres franquistas del callejero de Madrid. Algunos medios han señalado sus frecuentes retuits de mensajes que vinculan inmigración con delincuencia o atacan el lenguaje inclusivo, algunos de ellos procedentes del entorno del partido Vox.

## Cargos desempeñados
- Subdirectora de ONGs y Subvenciones del Ministerio de Asuntos Sociales (1991-1996)
- Directora general del Instituto de la Mujer (1996-2000)
- Diputada por Madrid en el Congreso de los Diputados (2000)
- Secretaria general de Asuntos Sociales (2000-2003)
- Presidenta de la Asamblea de Madrid (2003-2007)
  - Diputada en la Asamblea de Madrid (2003-2007)
- Concejal del Ayuntamiento de Madrid (2007-2015)
  - Primera teniente de alcalde de Madrid (2013-2015)[18]
- Delegada del Gobierno en Madrid (2015-2018)
- Viceconsejera de Vivienda y Administraciones Locales de la Comunidad de Madrid (2019-2021)
- Consejera de Familia, Juventud y Política Social de la Comunidad de Madrid (2021-)